# اللغة الشامبانية
اللُّغَة الشَّامْبَانِيَّة (بالفرنسية: le champenois)‏ هي لغة أو مجموعة لغات قريبة جدًّا من الفرنسية، و بذلك تُعتبر من اللغات الرومانسية. يُتحدث بها في منطقة شامبانيا الفرنسيّة وفي أجزاء من منطقة فالونيا البلجيكيّة.